# Coccinelle (Bellewaerde)
Pour les articles homonymes, voir Coccinelle (homonymie).
La Coccinelle (Keverbaan en néerlandais) est une ancienne attraction de type montagnes russes du parc Bellewaerde.
Construit par Zierer, c'est en 1981 que cette attraction fit son entrée dans le parc au sein de la zone Far West. Il s'agit là de montagnes russes junior. Le train (20 wagons de 2 places) aux couleurs d'une coccinelle débute tout d'abord par une ascension pour être ensuite lâché et réaliser son circuit. Arrivé en gare, vous regrimperez pour réaliser une deuxième fois ce parcours. La sécurité de cette attraction étant une lap bar, aucun looping n'a lieu durant le parcours.
- Taille requise : 120 cm pour tous, 92 cm si accompagné d'un adulte majeur (norme européenne)

## Anecdotes
- Avant d’arriver à Bellewaerde, l’attraction se trouvait à Gröverland, en Allemagne où elle a fonctionné de 1978 à 1980 sous le nom de Marienkäferbahn.